# Institut de physique Lebedev
L’Institut de physique Lebedev (em russe, Физический институт им. П. Н. Лебедева РАН: Fizicheskiy institut im. P. N. Lebedeva RAN), affilié à l'académie des sciences de Russie (Rossiyskaya akademiya nauk, RAN), est un institut de recherche russe dans le domaine de la physique. Il est également connu comme Institut de physique P. N. Lebedev, Institut Lebedev de physique, ou plus simplement Institut Lebedev.
Il a été baptisé en l'honneur du physicien russe Piotr Nikolaïevitch Lebedev. En russe, il est souvent nommé FIAN (ФИАН), où FI signifie Fizitcheskiy Institut (institut de physique) et AN Akademiya Naouk (académie des sciences).
Parmi des activités de recherche très variées, l'institut est connu pour son développement d'une technique de cristallisation de la zircone cubique ZrO2 (qui a été nommé Fianit en russe, d'après FIAN). Ces dernières années, l'institut est devenu l'un des leaders dans le domaine de l'économie physique.

## Directeurs successifs de l'institut
- Sergueï Vavilov (1934-1951)
- Dmitri Skobeltsyne (1951-1972)
- Nikolaï Bassov (1973-1988)
- Leonid Keldych (1988-1994)
- Oleg Krokhine (1994-2004)
- Guennadi Messiats (2004-2015)
- Nikolaï Kolatchevski (2015-)